# Pace eterna (romanzo)
Pace eterna (Forever Peace) è un romanzo di fantascienza di Joe Haldeman pubblicato nel 1997. Ha vinto i premi Hugo e Nebula per il miglior romanzo, il premio John Wood Campbell Memorial.

## Storia editoriale
Per molti anni l'autore ha sempre respinto le richieste di editori e fan che gli chiedevano di dare alle stampe un seguito del celebre romanzo pluripremiato Guerra eterna. Alla fine degli anni novanta Haldeman decise di pubblicare questo romanzo il cui titolo e tema riprendono esplicitamente quelle della sua precedente opera, sebbene abbia una trama e personaggi completamente indipendenti dal predecessore. Dopo la pubblicazione e il successo di critica di Pace eterna, l'autore si convincerà anche a dare alle stampe Missione eterna, seguito del libro del 1974.

## Trama
In un futuro imprecisato il mondo è teatro di violente guerre dei paesi del primo mondo contro i paesi del terzo mondo per potersi appropriare di risorse economiche. Il conflitto è impari poiché i paesi del primo mondo, molto più avanzati tecnologicamente, fanno uso di robot da combattimento chiamati soldierboy, telecomandati in remoto da soldati.
Il protagonista Julian Class è uno dei tecnici che tramite delle prese e dei sensori guidano i soldierboy ed è così infelice e insoddisfatto della propria vita da tentare di suicidarsi. Dopo il tentativo di suicidio Class e la sua fidanzata Amelia vengono per caso a conoscenza di un progetto di fisica che potrebbe avere come conseguenza la distruzione dell'universo e la generazione di un nuovo Big Bang. Dopo aver esposto la loro tesi in una rivista la coppia viene fatta bersaglio di minacce e tentativi di omicidio da parte di un gruppo cristiano. Nel frattempo i due vengono contattati da Marty Larrin, che ha scoperto che la tecnologia per controllare i soldierboy ha come effetto collaterale che "connettendo" due esseri umani per un tempo sufficientemente lungo i due diretti interessati vengono del tutto resi incapaci di uccidere un altro essere umano. Il trio organizza un piano per favorire la diffusione mondiale di questa scoperta.

## Riconoscimenti
- Premio Hugo per il miglior romanzo, 1998[1][2]
- Premio Nebula per il miglior romanzo, 1998[1][3]
- Premio John Wood Campbell Memorial[1][4]
- Candidatura al Premio Locus[1][5]